# Zviaguintsevita
La zviaguintsevita és un mineral de la classe dels elements natius. S'anomena així per Orest Ievguénevitx Zviàguintsev, un geoquímic rus especialitzat en minerals de platí.

## Classificació
La zviaguintsevita es troba classificada en el grup 1.AG.10 segons la classificació de Nickel-Strunz (1 per a Elements; A per a Metalls i aliatges intermetàl·lics i G per a Aliatges d'elements del grup del platí; el nombre 10 correspon a la posició del mineral dins del grup), juntament amb els següents minerals: hexaferro, garutiïta, atokita, rustenburgita, taimirita-I, tatianaïta, paolovita, plumbopal·ladinita, estanopal·ladinita, cabriïta, chengdeïta, isoferroplatí, ferroniquelplatí, tetraferroplatí, tulameenita, hongshiïta, skaergaardita, yixunita, damiaoïta, niggliïta, bortnikovita i nielsenita. En la classificació de Dana el mineral es troba al grup 1.2.5.4 (1 per a Elements natius i aliatges i 2 per a Metalls del grup del platí i aliatges; 5 i 4 corresponen a la posició del mineral dins del grup).

## Característiques
La zviaguintsevita és un compost químic de fórmula química (Pd, Pt, Au)₃(Pb, Sn). Cristal·litza en el sistema isomètric. La seva duresa a l'escala de Mohs és 4,5. Sol aparèixer en forma de grans irregulars o en vetes de sulfur de coure associat amb diferents intrusions de gabro-diabases.

## Formació i jaciments
Ha estat descrit al dipòsit de níquel-coure de Talnakh (Rússia). També s'ha descrit en altres jaciments de Sibèria, Escandinàvia, Groenlàndia, Nord-amèrica i Sud-àfrica.